# Lysibia nana
Lysibia nana es una avispa hiperparásita que ataca a la avispa parasítica Cotesia glomerata.
La especie se reproduce sexualmente y solo infecta a huéspedes de la familia Braconidae. Las hembras adultas de esta especie no se alimentan de su anfitrión, sino que dependen de las fuentes de néctar de su entorno. Las hembras encuentran huéspedes mediante la detección de señales químicas, como las cairomonas (generalmente feromonas intraespecíficas del huésped) o los volátiles vegetales inducidos por herbívoros (HIPV) que liberan las plantas cuando son atacadas por herbívoros. Las hembras se sienten atraídas por plantas que han sido atacadas por orugas infectadas por C. glomerata. Una vez que se ha encontrado un huésped adecuado, la hembra pone un huevo en una larva de C. glomerata.